# Маммола
Маммола (итал. Mammola) — коммуна в Италии, располагается в регионе Калабрия, подчиняется административному центру Реджо-Калабрия.
Население составляет 3381 человек, плотность населения составляет 42 чел./км². Занимает площадь 80 км². Почтовый индекс — 89045. Телефонный код — 0964.
Покровителем коммуны почитается св. Никодим из Сиро, празднование 12 марта и в первое воскресение сентября.